# 키르기스스탄의 세계유산
키르기스스탄의 세계유산은 유네스코 세계유산에 등록되어 있는 키르기스스탄의 세계 유산을 일컫는다. 키르기스스탄은 1995년 7월 3일 유네스코 조약에 비준한 이래, 3건의 세계유산을 보유하고 있다.

## 목록

### 문화유산
| No. | 사진 | 등록명                           | 소재지                              | 등록년도 | 등록기준          | 유네스코 지정번호 | 비고                          |
| 1   |      | 술라이만투 성산                  | 오시주                              | 2009년   | (ⅲ), (ⅵ)          | 1230              |                               |
| 2   |      | 실크로드 : 창안-톈산 회랑 도로망 | 키르기스스탄 추이주 카자흐스탄 중국 | 2014년   | (ⅱ), (ⅲ) (ⅴ), (ⅵ) | 1442              | 중국 · 카자흐스탄과 공동 등재 |

### 자연유산
| No. | 사진 | 등록명            | 소재지                               | 등록년도 | 등록기준 | 유네스코 지정번호 | 비고                                  |
| 1   |      | 톈산산맥 서부지역 | 키르기스스탄 카자흐스탄 우즈베키스탄 | 2016년   | (ⅹ)      | 1490              | 카자흐스탄 · 우즈베키스탄과 공동 등재 |

## 지역별 분포
문화유산
 자연유산
 복합유산